# Sujiwka
Sujiwka (ukrainisch Зуївка; russisch Зуевка/Sujewka) ist eine Siedlung städtischen Typs im Osten der Ukraine in der Oblast Donezk mit etwa 3000 Einwohnern.

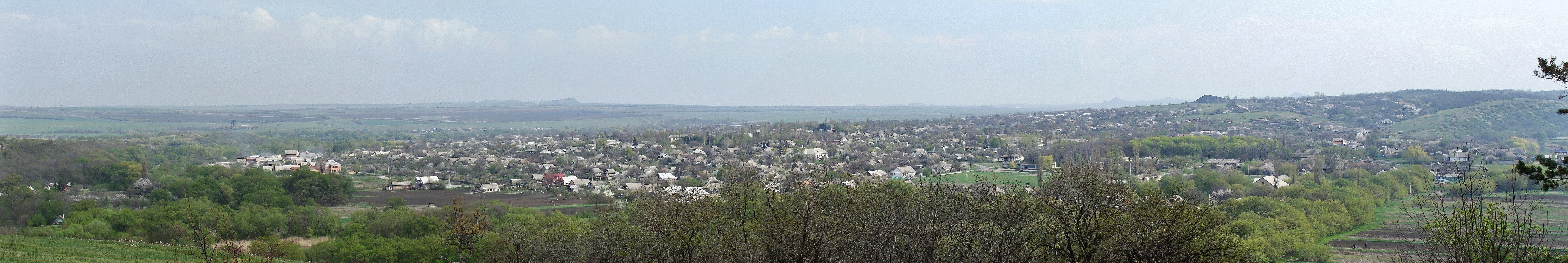
Blick auf den Ort

Die Siedlung städtischen Typs befindet sich im Osten des Stadtgebiets von Charzysk, etwa 8 Kilometer vom Stadtzentrum und 29 Kilometer nordöstlich vom Oblastzentrum Donezk entfernt am Fluss Krynka gelegen. Der Sujiwka-Stausee wurde ab 1929 angestaut und befindet sich südlich des Ortes.
Verwaltungstechnisch gehört der Ort zur Stadtgemeinde von Charzysk und bildet hier wiederum eine eigene Siedlungsratsgemeinde.
Der Ort wurde 1775 gegründet und hat seit 1938 den Status einer Siedlung städtischen Typs. Im Verlauf des Ukrainekrieges wurde der Ort 2014 durch Separatisten der Volksrepublik Donezk besetzt.